# Sedona, Arizona
Sedona je grad u američkoj saveznoj državi Arizona. Prema popisu stanovništva iz 2010. u njemu je živjelo 10,031 stanovnika.